# 1-碘萘
1-碘萘是一种有机化合物，化学式为C10H7I。它可由1-溴萘和碘化钠在二氧六环中反应制得，或通过萘和N-碘代丁二酰亚胺在1,1,1,3,3,3-六氟-2-丙醇中的反应得到，反应会生成少量的2-碘代副产物。它和苯硼酸在磷酸钾和催化剂的存在下发生偶联反应，可以得到1-苯基萘。它和氰化钾反应，碘被氰基取代，得到1-萘甲腈。